# タール (イスラエル)
タール（Ta'al、ヘブライ語:תע"ל、アラビア語: الحركة العربية للتغيير）はアフマド・ティビ率いるイスラエルのアラブ系政党。「アラブ復興運動」とも。

## 歴史
ティビが1990年代半ばに設立。「アラブ連合」の名で1996年の選挙に臨んだが、2,087票（得票率0.1％）を得るに留まった。1999年の選挙ではバラドと連携した結果ティビが当選し、同年末を以てバラドとの協力関係を解消する。2003年の選挙ではハダシュと選挙協力を行いティビが再選を果たす。2006年にはハダシュとの協力関係も解消し、同年の選挙で統一アラブ・リスト（UAL）と組んで選挙協力を行う。
2009年1月12日、UALとの合同が中央選挙管理委員会により選挙資格を剥奪される。ティビはこの決定がガザ紛争に関連があると見て、「イスラエルは人種差別の国か。我々はこういった争いには慣れているので必ず勝つ」と発言し、イスラエル最高裁判所へ告訴も辞さない構えを見せた。1月21日、最高裁は賛成多数により委員会の決定を覆した。ティビはこの決定を歓迎し「我々はファシズムに打ち勝ったのだ。闘争は終わったが、人種差別がイスラエルの流行である以上、戦いはまだ終わらない。最高裁の決定はカディマや労働党による誤りを正したのだ」と述べた。こうしてUALと臨んだ選挙では4議席を獲得しティビは3選された。